# Caner Canerik
Caner Canerik (* 21. Mai 1973 in Pülümür)  ist ein türkischer Autor, Journalist, Kameramann, Regisseur und Fotograf.

## Leben und Karriere
Canerik wurde am 21. Mai 1973 in Pülümür geboren. Er studierte an der Karaelmas Üniversitesi. Danach setzte er sein Studium an der Anadolu Üniversitesi fort. In den 1990er Jahren lebte Canerik in Istanbul und arbeitete als Korrespondent und Kameramann für verschiedene Fernseh- und Rundfunksender sowie für Zeitungen. Bis 2008 drehte er insgesamt elf Dokumentarfilme. Er führte in der Doku Pırde Sur Regie.
2011 erschien Caneriks erster Buch Gulkazare. Seit 2017 dokumentiert er das vom Verschwinden bedrohte kulturelle Erbe von Dersim, insbesondere Lieder, religiöse Traditionen und Märchen. Er hatte bereits 2011 begonnen, Märchen aus Dersim, die er als Kind bereits gehört hatte, während seiner Interviews mit alten Menschen der Region zu sammeln. 2018 erschien sein erster Band in türkischer Sprache mit dem Titel Dersim Masalları I, der zweite Band folgte im Jahr 2021. Der erste Band der Sammlung wurde von Martin Greve ins Deutsche übersetzt und Ende 2022 unter dem Titel Der Derwisch und der Drache vom Verlag Ruffel veröffentlicht. Außerdem ist Canerik Mitglied des Journalistenvereins Çağdaş Gazeteciler Derneği.

## Filmografie (Auswahl)
Filme
- 1999: Savaş Oyunu
- 2003: Masal
- 2007: İki Balık, Dört Kişi

Dokus
- 2000–2002: Konak
- 2005: Alaman Küreği
- 2005: Gül-i Zare
- 2006: Was
- 2006: Eyüp Sultan
- 2006: Sarının Üstü Düzgündür
- 2007: Phêti
- 2007: Sayd
- 2007: Dersimist
- 2008: Pırde Sur

## Bücher
- Der Derwisch und der Drache – Märchen aus Dersim. Ruffel, Engelschoff 2022, ISBN 978-3-933847-65-2.